# Baixada Fluminense

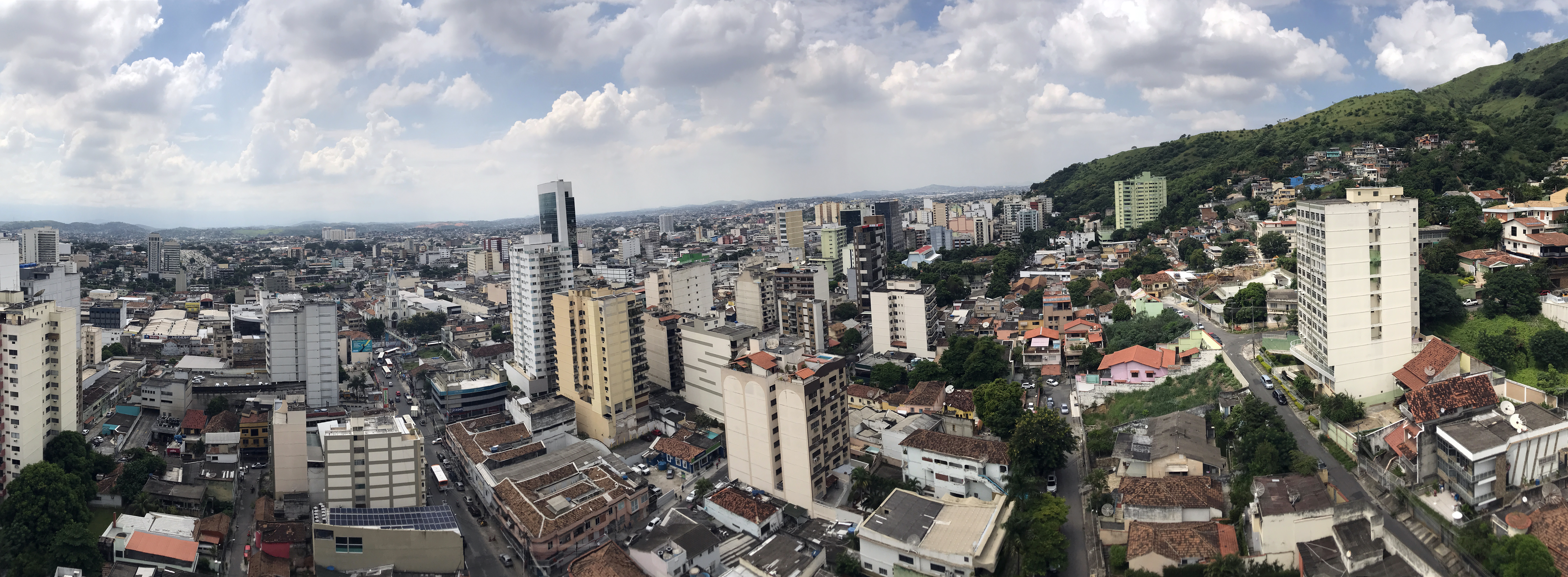
Vista parcial de Nova Iguaçu, a cidade mais antiga da Grande Iguaçu, e uma das mais antigas da Baixada Fluminense.

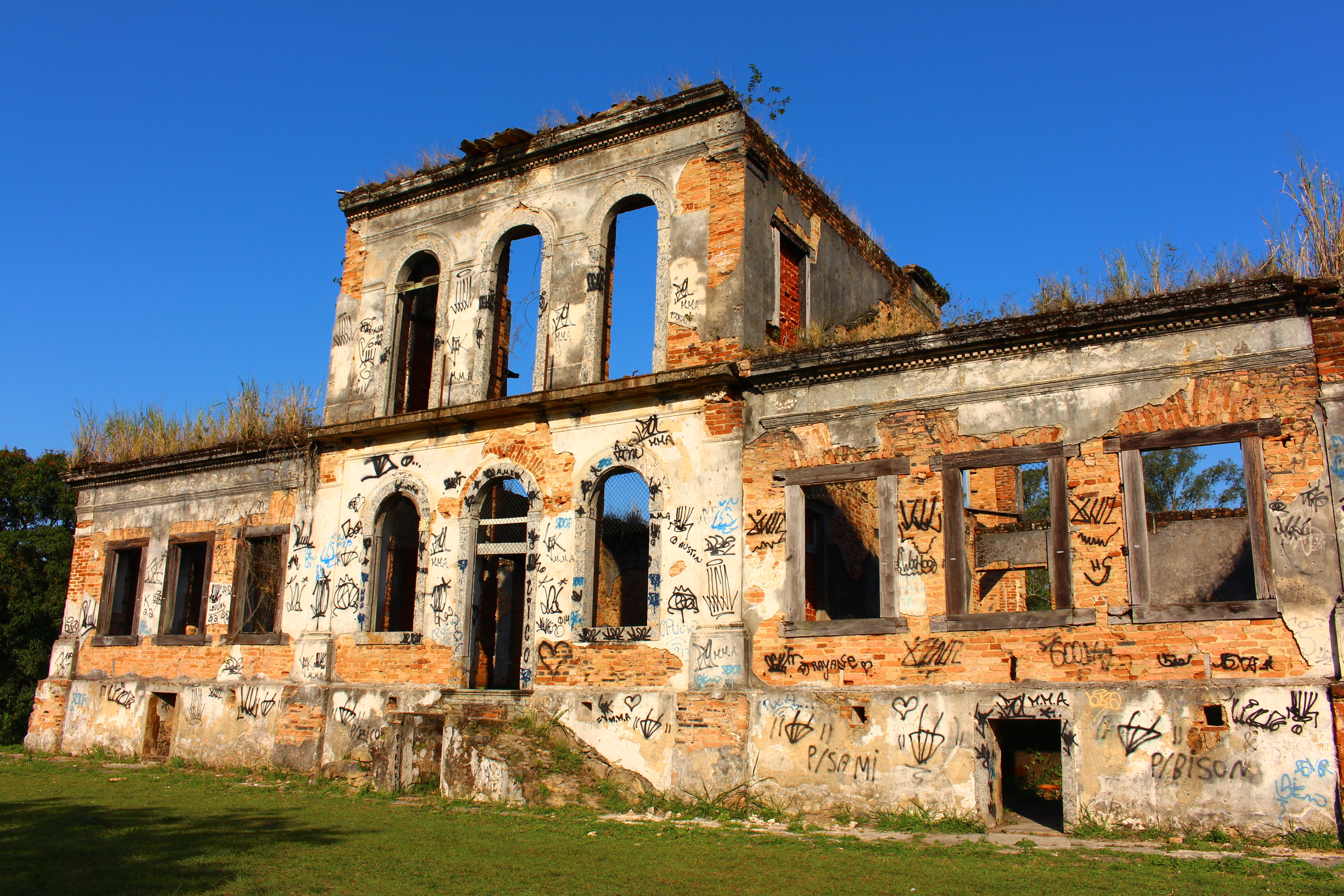
Ruínas da Fazenda São Bernardino, em Iguaçu Velho, bairro onde se situava a antiga sede da Vila de Iguassú (atual município de Nova Iguaçu).

A Baixada Fluminense é uma região geográfica do Estado do Rio de Janeiro, pertencente à Região Metropolitana do Rio de Janeiro, ou Grande Rio. Existem várias formas de se identificar os limites da Baixada Fluminense, sendo a menos abrangente a que inclui apenas os 8 municípios localizados no território correspondente ao antigo município de Iguaçu (região da Grande Iguaçu), e a mais abrangente aquela que considera como integrantes da região os 13 municípios remanescentes dos desmembramentos ocorridos nos antigos municípios de Itaguaí, Nova Iguaçu e Magé durante o século XX. Tem uma população estimada de 3.925.424.
Atualmente, a expressão "Baixada Fluminense" apresenta duas definições: Uma em sentido estrito (definição predominante da expressão neste artigo), outra em sentido amplo. Em sentido estrito, a expressão se refere à região de natureza política, econômica e social abordada acima, definida pela sua relação com o restante da área metropolitana do Rio de Janeiro, especialmente com o núcleo metropolitano. Esta definição de "Baixada Fluminense" é a mais comum nos dias atuais. Das várias delimitações feitas dessa região, a mais abrangente engloba os municípios de Guapimirim, Magé, Duque de Caxias, Nova Iguaçu, São João de Meriti, Nilópolis, Belford Roxo, Mesquita, Queimados, Japeri, Paracambi, Seropédica e Itaguaí. Com cerca de 4 milhões de habitantes, é a segunda região mais populosa do estado (atrás, apenas, do município do Rio de Janeiro), e, tal como a capital fluminense e o Leste Metropolitano, é uma das três sub-regiões em que se divide a metrópole do Rio de Janeiro.
Já em sentido amplo, a expressão se refere à geografia física do Estado, e denota toda a região de planícies localizada entre a Serra do Mar e o litoral do RJ, desde Mangaratiba até Campos dos Goytacazes. Essa região ainda é dividida em quatro setores: Baixada de Sepetiba, Baixada da Guanabara, Baixada de Araruama e Baixada dos Goytacazes.
A expressão "Baixada da Guanabara" também é utilizada algumas vezes para se referir à Baixada Fluminense em sentido estrito - porção da área metropolitana do Rio de Janeiro formada pelos 13 municípios já citados -, de modo a distinguir esta acepção de "Baixada Fluminense" daquela referente à região que se estende do Litoral Sul ao Norte Fluminense (Baixada Fluminense em sentido amplo).
.

## Ligações externas

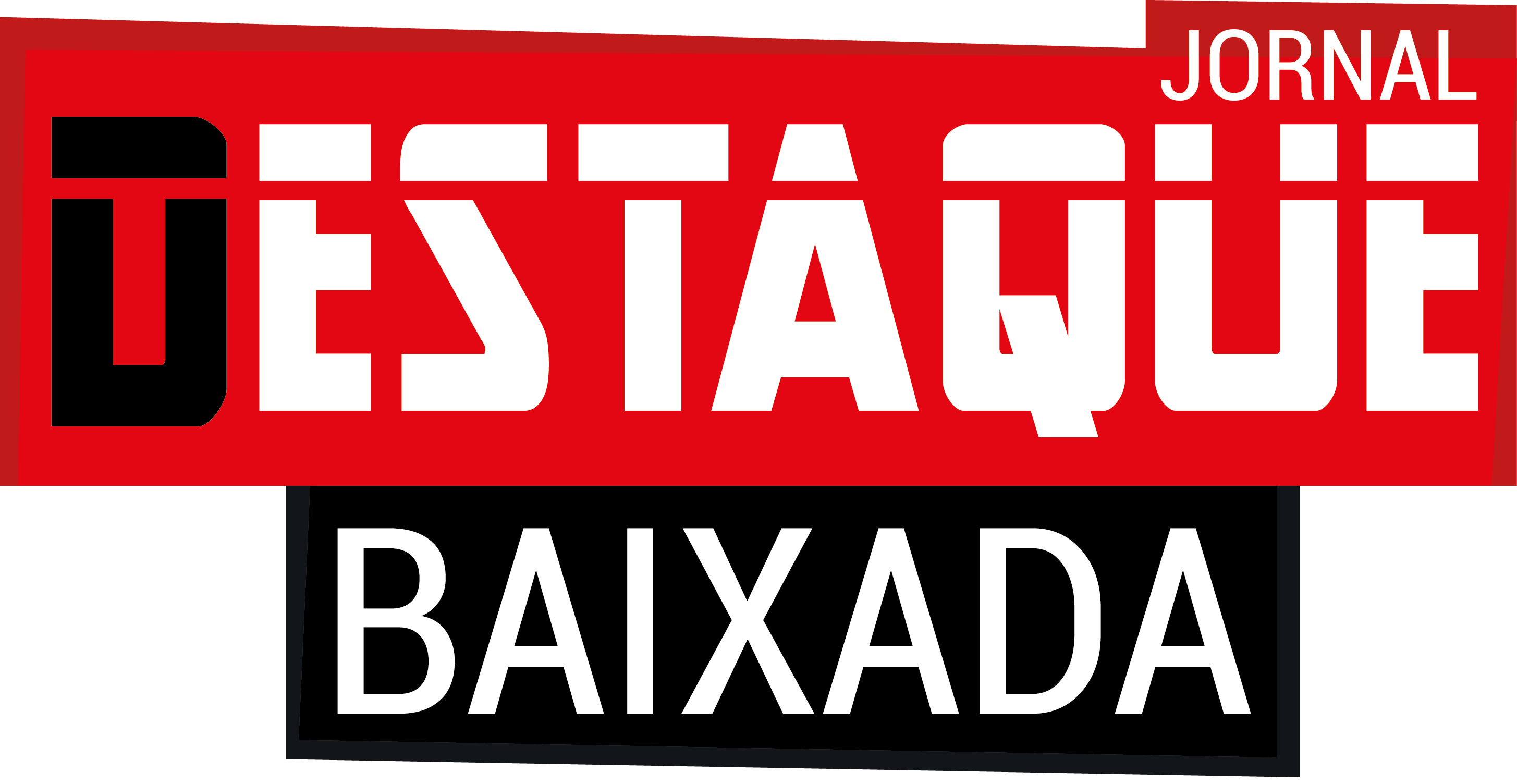

## Comparação entre a Baixada Fluminense e o Leste Metropolitano
Assim como a Baixada Fluminense, a região do Leste Metropolitano (Leste Fluminense ou Grande Niterói), composta pelos municípios de Niterói, São Gonçalo, Itaboraí, Maricá, Tanguá e Rio Bonito e Cachoeiras de Macacu - os sete municípios historicamente mais integrados entre si e com o Rio de Janeiro (sobretudo com a Região Central) a leste da Baía de Guanabara -, cresceu como expansão da metrópole do Rio de Janeiro, e ambas as regiões fazem parte da área metropolitana da capital fluminense.
Contudo, essas duas regiões diferem consideravelmente uma da outra, dado que elas se formaram de modos bem distintos. A Baixada Fluminense cresceu como periferia imediata do Rio de Janeiro, pela expansão direta da mancha urbana da cidade para a porção do antigo estado do Rio de Janeiro localizada ao norte do então Distrito Federal - uma área de planícies situada entre o território correspondente ao atual município do Rio de Janeiro e a Serra do Mar. O Leste Metropolitano, por sua vez, cresceu como uma periferia isolada, separada fisicamente da cidade do Rio de Janeiro pela Baía de Guanabara. A mancha urbana da Grande Niterói se expandiu a partir do centro da cidade de Niterói para os demais municípios da região, ainda que o núcleo metropolitano, que polariza tanto a Baixada Fluminense como a Grande Niterói, seja o centro da cidade do Rio.
Desse modo, as regiões da Baixada Fluminense e do Leste Metropolitano possuem, cada uma, sua própria identidade, e os municípios que compõem cada região têm características em comum que deixam clara a distinção entre uma e outra. Devido à origem e à formação de cada uma dessas regiões, o Leste Metropolitano possui uma certa autonomia em relação ao Rio (em grande parte, em função do papel que a cidade de Niterói exerce na região), enquanto a Baixada é extremamente dependente da capital; os municípios do Leste Metropolitano apresentam uma interação uns com os outros um pouco maior do que aquela observada entre os municípios da Baixada, ao passo que os municípios da Baixada, em geral, possuem um vínculo um pouco maior com o centro da capital do que os municípios do Leste Metropolitano, o que pode ser visto nos sentidos dos movimentos pendulares dentro da área metropolitana e nos destinos das linhas urbanas de transporte público disponíveis nessas duas regiões. A ligação interna entre os sete municípios da Grande Niterói entre si é feita por linhas intermunicipais de ônibus e vans. Já o transporte entre esses municípios e a cidade do Rio de Janeiro é feito, diretamente (partindo de cada um dos sete municípios), pelo modal rodoviário (ônibus e vans), e, a partir de Niterói, pelas barcas. Já na Baixada Fluminense, o principal meio de transporte é o trem de subúrbio; os ramais ferroviários ligam quase todos os municípios da região à Central do Brasil, no centro da capital. Linhas intermunicipais de ônibus (partindo dos treze municípios da Baixada Fluminense) e vans também fazem a ligação entre a Baixada e a Região Central do Rio. Quanto à circulação dentro da Baixada Fluminense, embora haja linhas de ônibus ligando todos os municípios da Baixada entre si, não há vans intermunicipais na região fazendo esses mesmos trajetos.
Tanto a região da Baixada Fluminense como a do Leste Metropolitano são fortemente vinculadas ao núcleo metropolitano (Região Central da capital) e os municípios que fazem parte de cada uma dessas regiões mantém uma forte interação entre si - sendo, dessa forma, altamente integrados à metrópole -, no entanto as regiões da Baixada e do Leste Metropolitano não apresentam ligação significativa uma com a outra.

### Principais vetores de expansão da metrópole do Rio de Janeiro em direção às periferias da área metropolitana
Do centro do Rio de Janeiro para a Baixada Fluminense:
- a) Vetor Campo Grande - Santa Cruz - Itaguaí: segue a BR-101 pelo eixo da Av. Brasil/Rodovia Rio-Santos e do ramal ferroviário de Santa Cruz, passando pelos bairros de Campo Grande e Santa Cruz até atingir o centro do município de Itaguaí. Bifurcações na altura de Cascadura e Madureira em direção à Barra da Tijuca; na altura de Campo Grande em direção a Guaratiba; e de Campo Grande seguindo para a Rodovia Presidente Dutra, passando pelos municípios de Nova Iguaçu e Seropédica.
- b) Vetor Nova Iguaçu - Japeri - Paracambi: segue, entre São João de Meriti e Nova Iguaçu, pelo eixo da BR-116 (Rodovia Presidente Dutra), continuando, na altura de Comendador Soares, pelo ramal ferroviário de Japeri/Paracambi, que atravessa os municípios de Nova Iguaçu, Queimados e Japeri, até chegar ao centro de Paracambi. Bifurcações em Nova Iguaçu no sentido Cabuçu; em Nova Iguaçu, atravessando o município de Queimados pela BR-116, no sentido Seropédica; e em Nova Iguaçu em direção a Miguel Couto e Vila de Cava.
- c) Vetor Duque de Caxias - Magé - Guapimirim: atravessa o município de Duque de Caxias seguindo pela Rodovia Washington Luís (BR-040) e pelo ramal ferroviário de Saracuruna em direção ao norte. Bifurcações pelo ramal ferroviário de Vila Inhomirim para Raiz da Serra, no município de Magé; e pelo ramal ferroviário de Guapimirim e BR-116 para o centro de Magé, alcançando, mais adiante, o centro de Guapimirim.

Do centro de Niterói para o Leste Fluminense:
- a) Vetor Itaboraí - Tanguá - Rio Bonito: atravessa São Gonçalo pelas Rodovias Amaral Peixoto (RJ-104) e Niterói-Manilha (BR-101) até chegar ao trevo de Manilha, em Itaboraí, de onde continua, ainda pela BR-101, passando por Itaboraí e Tanguá, até chegar ao centro de Rio Bonito. Bifurcações em Manilha, no município de Itaboraí, atravessando, pela Estrada do Contorno, o município de Guapimirim no sentido Magé; na Reta Nova, em Itaboraí, atravessando Sambaetiba, Papucaia e Japuíba até alcançar o centro do município de Cachoeiras de Macacu; e em Tribobó, no município de São Gonçalo, atravessando a região do Arsenal e Rio do Ouro pela RJ-106, até encontrar o Vetor Maricá.
- b) Vetor Pendotiba - Rio do Ouro - Maricá: atravessa toda a região litorânea, passando pela Zona Sul de Niterói, Pendotiba e Região Oceânica de Niterói, até encontrar a RJ-106, no Rio do Ouro, por onde segue, passando por Inoã e São José de Imbassaí, até o centro de Maricá.[48][49]

### Situação na periferia distante
Diferentemente do que aconteceu nas áreas do centro do Rio (núcleo metropolitano) e da periferia consolidada (subúrbio do Rio), onde houve um intenso processo de ocupação e metropolização que resultou no adensamento da mancha urbana do município do Rio de Janeiro e de grande parte da Baixada Fluminense e do Leste Metropolitano, nos municípios e distritos da periferia em expansão (exúrbio do Rio, formado por localidades como Itaguaí (Coroa Grande), Seropédica, Paracambi (Centro e Jardim Nova Era), Jaceruba, Tinguá, Xerém, Raiz da Serra, Andorinhas, Guapimirim (Centro e Caneca fina), Guapiaçu, Cachoeiras de Macacu, Tanguá, Rio Bonito (Centro e Boa Esperança) e Maricá (Ponta Negra), que ainda estão dentro da área da aglomeração metropolitana do Rio, porém nos seus extremos), localizada nas partes da Baixada e do Leste Metropolitano mais distantes do núcleo, o processo de metropolização ocorreu de forma mais branda. Como efeito disso, algumas características metropolitanas nessa área do Grande Rio se apresentam de forma um pouco mais tênue. Por exemplo, os eixos radiais de expansão urbana da metrópole que avançam pelos municípios e distritos dessa parte da periferia metropolitana, geralmente, não apresentam bifurcações por vetores transversais (como as que existem em municípios e distritos mais próximos ao núcleo da metrópole), a ligação das localidades da periferia em expansão ao núcleo metropolitano por linhas urbanas de transporte público é mais limitada do que a de locais da periferia consolidada e do entorno imediato do núcleo ao centro da capital, e a intensidade dos deslocamentos pendulares intrametropolitanos com origem na área exurbana é mais baixa que a desses fluxos populacionais com origem na área suburbana e nos arredores do centro do Rio. Apesar de o avanço da urbanização sobre os municípios e distritos da periferia em expansão ter-se acelerado muito nas últimas décadas, essa parte da metrópole ainda se apresenta como uma região da periferia distante, com uma densidade demográfica relativamente baixa e vastas áreas rurais. Contudo, embora os municípios e distritos do exúrbio do Rio de Janeiro apresentem menos características metropolitanas do que a maioria das localidades do subúrbio e do núcleo metropolitano no que diz respeito, por exemplo, ao fluxo pendular de pessoas entre os municípios da metrópole, à disponibilidade de linhas urbanas de transporte público coletivo com destino ao centro do Rio, e ao espraiamento do tecido urbano da metrópole em direção às periferias, os municípios e distritos dessa periferia distante são polarizados pela Região Central do Rio há décadas, estando inseridos na dinâmica da metrópole carioca e sendo, deste modo, integrantes da aglomeração metropolitana do Rio.

## Geografia Física

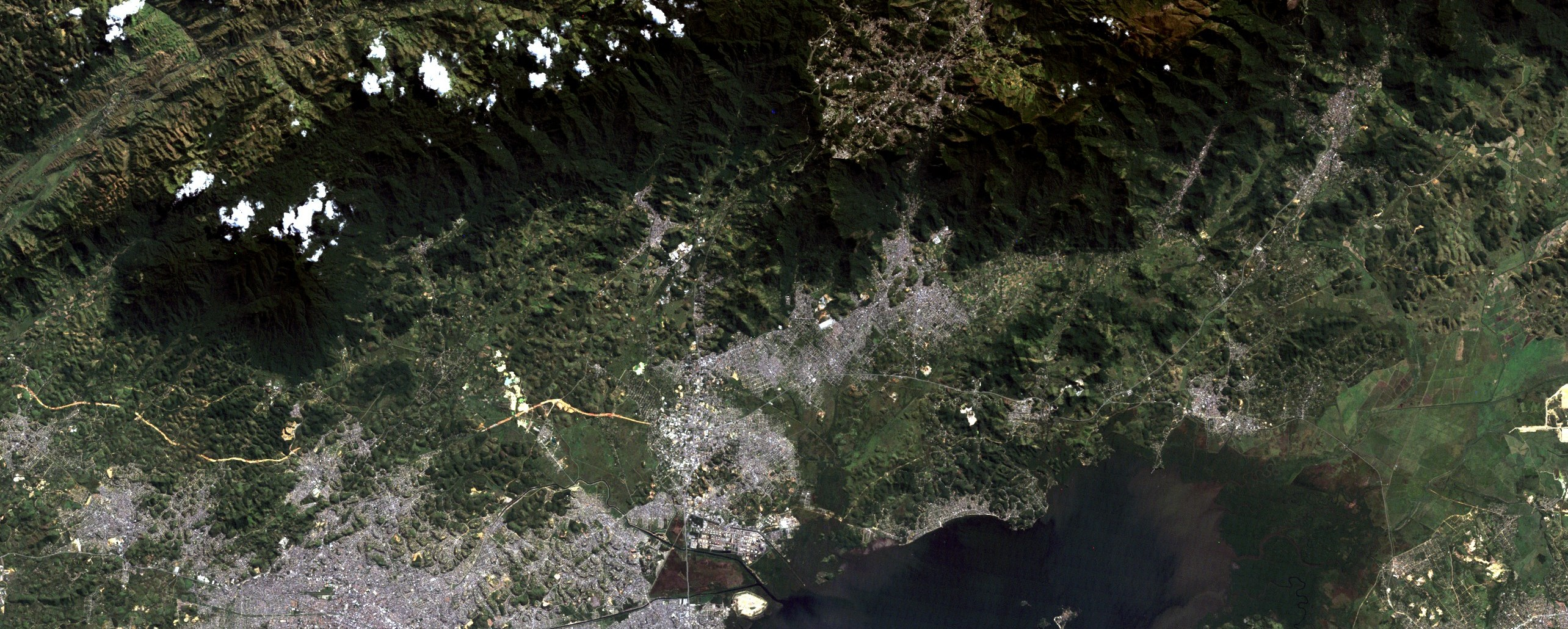
Imagem de satélite de parte da Baixada Fluminense em sentido estrito (de Queimados até Guapimirim).

A Baixada Fluminense, no sentido amplo da expressão, apresenta largura variável: é bastante estreita no trecho inicial da "Baixada de Sepetiba" (trecho que se estende do município de Mangaratiba ao bairro Coroa Grande, em Itaguaí, entre a Serra do Mar e Baía de Sepetiba), e se alarga progressivamente no sentido leste até o rio Macacu, na região da "Baixada da Guanabara", que se prolonga até os municípios de Guapimirim e Cachoeiras de Macacu. Nesse trecho, no município do Rio de Janeiro, entre a Zona Oeste (Baixada de Sepetiba), Zona Norte e Zona Sul (Baixada da Guanabara), erguem-se os maciços da Pedra Branca e da Tijuca, que atingem altitudes um pouco superiores a mil metros. Da Baía da Guanabara até Cabo Frio, ao longo do setor da "Baixada de Araruama", a Baixada Fluminense volta a estreitar-se, apresentando uma sucessão de pequenas elevações de 200 a 500 metros de altura: os chamados "maciços litorâneos fluminenses". A partir do trecho entre o distrito de Rocha Leão, em Rio das Ostras, e o bairro Imboassica, em Macaé, a Baixada Fluminense se alarga novamente pelo seu último setor, a "Baixada dos Goytacazes", alcançando suas extensões máximas no delta do rio Paraíba do Sul, na região de Campos dos Goytacazes e São João da Barra, no Norte Fluminense.

## Geografia Humana

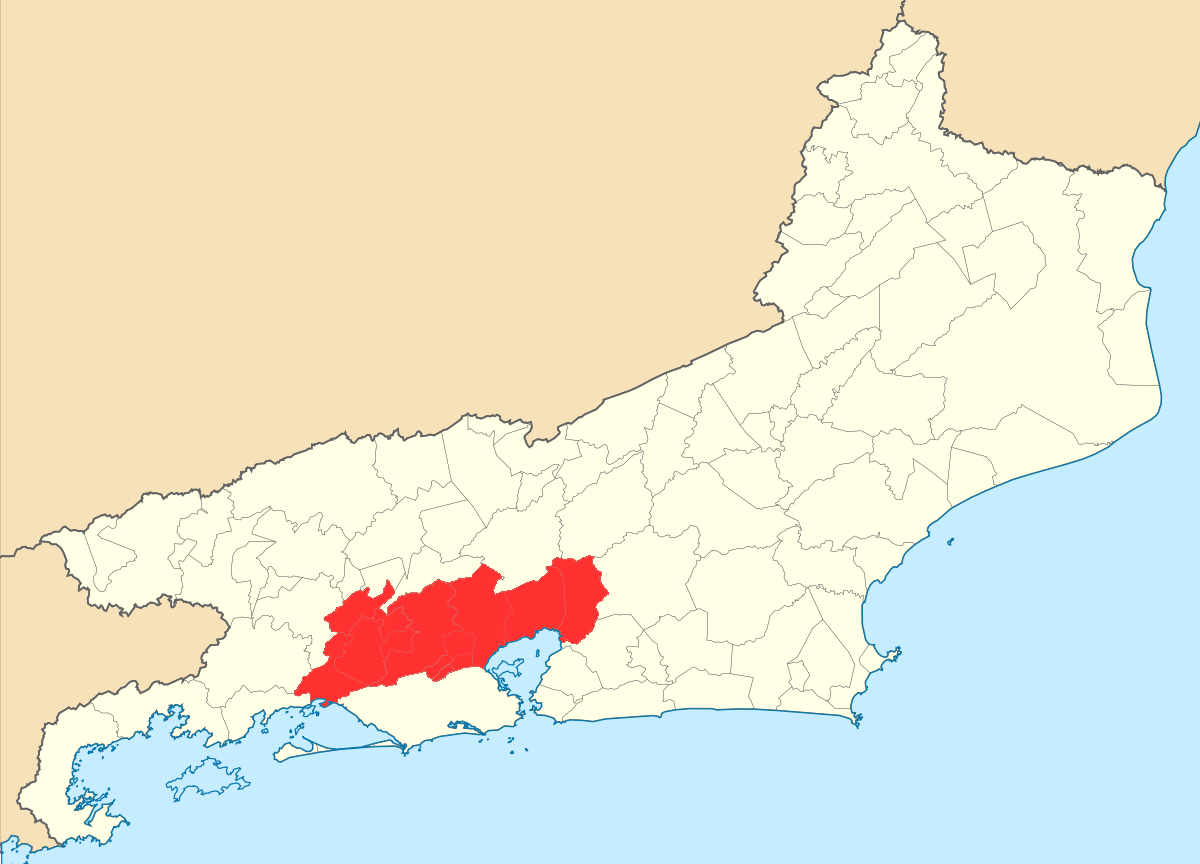
Localização da Baixada Fluminense (em sentido estrito) no estado do Rio de Janeiro.

Atualmente, a expressão "Baixada Fluminense" refere-se principalmente à região pela qual a malha urbana do Rio de Janeiro (então Distrito Federal) se expandiu, em grande parte, ao longo dos ramais ferroviários de subúrbio. Essa região abrange os municípios que tiveram origem nas emancipações de distritos do antigo município de Nova Iguaçu, aos quais, geralmente, se somam os municípios originados nos desmembramentos dos municípios de Itaguaí e Magé, que também se situam na área de expansão da metrópole. Neste sentido mais abrangente, a região engloba toda a área de planícies localizada entre o atual município do Rio de Janeiro e a Serra do Mar, desde Itaguaí e Paracambi, no Extremo Oeste Metropolitano, até Guapimirim, na região do Fundo da Baía de Guanabara, reunindo municípios com características socioculturais em comum, e fortemente integrados entre si e com a capital.
Em sentido amplo, a Baixada Fluminense é considerada o eixo central do estado do Rio de Janeiro, abrangendo a capital estadual, parte da Costa Verde, os municípios do Extremo Oeste Metropolitano, todos os municípios do entorno da Baía de Guanabara, as Baixadas Litorâneas (incluindo os sete municípios da Região dos Lagos) e alguns municípios do Norte Fluminense. É atravessada por algumas das principais rodovias do Estado do RJ e do Brasil, como a BR-101 (que passa pela Costa Verde, Região Metropolitana, Baixadas Litorâneas e Norte Fluminense, cortando, assim, toda a Baixada Fluminense), a BR-040, a BR-116 e a RJ-106. Também é atravessada, dentro da área metropolitana, pelos ramais ferroviários Santa Cruz (que tem todo o seu percurso dentro do município do Rio de Janeiro), Japeri, Belford Roxo, Saracuruna, Paracambi (cujo percurso acessa a região turística do Vale do Café), Vila Inhomirim e Guapimirim, todos operados pela concessionária de trens urbanos SuperVia; a região também já foi servida pelos ramais Niterói, Itaguaí, Mangaratiba e Campos (os dois últimos são os únicos dos ramais citados que já serviram municípios do interior do estado). Possui os portos do Rio de Janeiro, Niterói, Itaguaí, e o Porto do Forno, em Arraial do Cabo.

## História

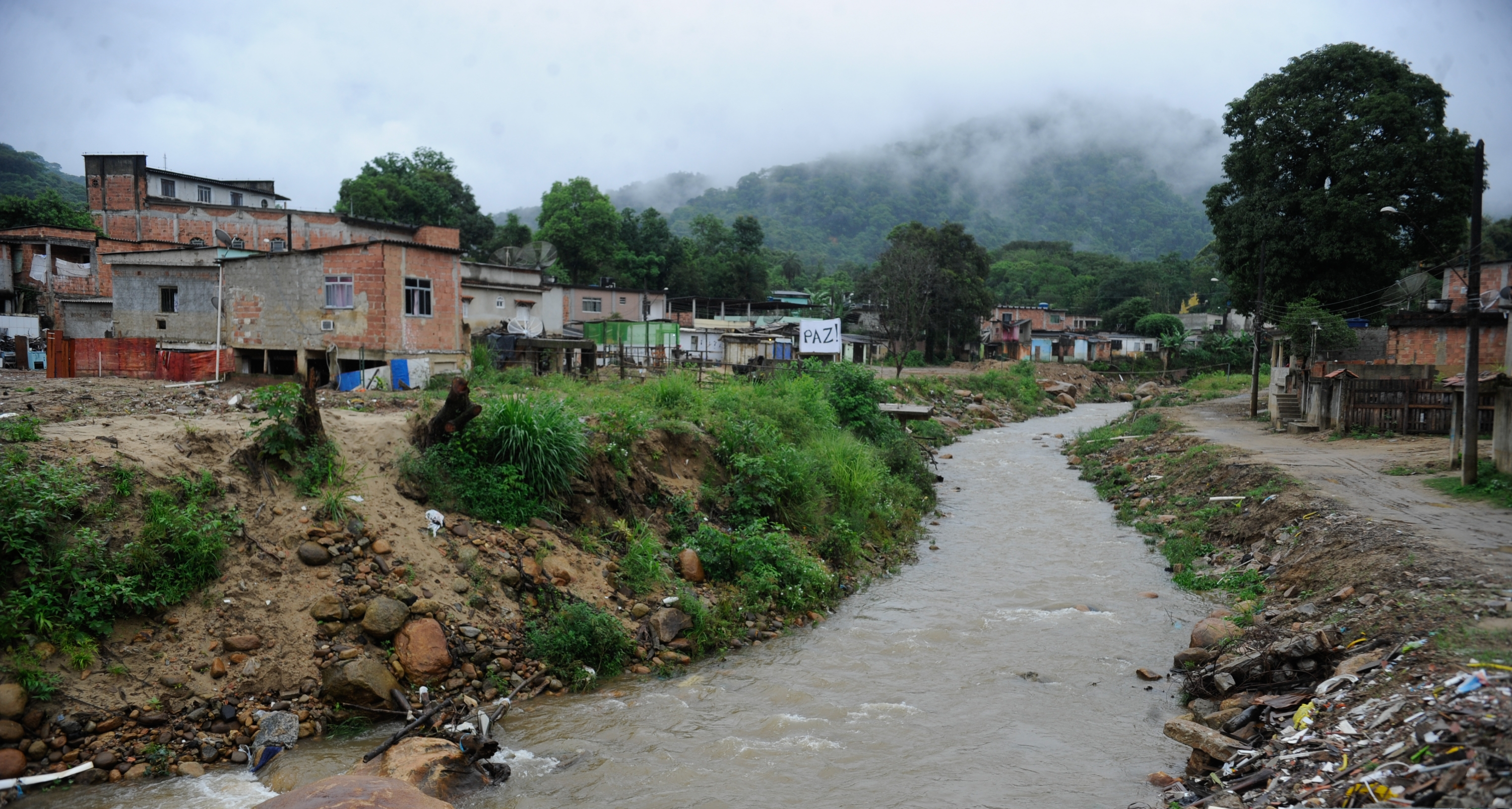
Rio Capivari, que corta os municípios de Duque de Caxias e Belford Roxo.

Por volta do ano 1000, a região foi invadida por povos Tupis procedentes da Amazônia, que expulsaram os antigos habitantes, falantes de línguas do tronco linguístico macro-jê, para o interior do continente, onde viriam a constituir os chamados Índios Puris. No século XVI, chegaram os primeiros europeus à região. Eles se depararam com a etnia tupi dos Tupinambás (também chamados Tamoios).
A região teve papel histórico fundamental na formação do atual estado do Rio de Janeiro, desde a época da chegada das expedições portuguesas de Américo Vespúcio em Arraial do Cabo em 1503 (a primeira a chegar no atual território estadual) e a de Estácio de Sá no Rio de Janeiro. Essa região veio a ser ocupada pelos franceses no século XVI, formando uma região de exploração do pau-brasil desde a região da atual cidade do Rio de Janeiro até Cabo Frio. Esta cidade foi essencial para a fundação e a consolidação da cidade do Rio de Janeiro, pois era o primeiro ponto de chegada dos invasores europeus na costa do atual estado: assim que os navios corsários eram avistados, tiros de canhão eram disparados em Cabo Frio e, quando o som chegava ao Rio de Janeiro, eram avisados de que invasores estavam se aproximando. Com a vitória dos portugueses e seus aliados temiminós sobre os tupinambás e seus aliados franceses, a Baixada Fluminense foi dividida pelos portugueses em sesmarias nas quais se plantava cana-de-açúcar e se produzia açúcar, utilizando-se de mão de obra escrava.
A região conheceu um certo desenvolvimento a partir do ciclo de mineração no Brasil, no século XVIII, quando foi importante corredor de escoamento do ouro de Minas Gerais. Mais tarde, já no século XIX, foi uma das primeiras regiões de plantio do café no Brasil.
Outro grande impulso econômico se deu com a criação das estradas de ferro na região, como a Estrada de Ferro Mauá (a primeira ferrovia do Brasil) em Magé e a Estrada de Ferro Dom Pedro II (atual E.F. Central do Brasil), já no Segundo Reinado (1840-1889), o que esvaziou as rotas tradicionais pelos rios e caminhos da região, mas que fez surgir novas vilas e povoados no entorno das estações, como Maxambomba (atual Nova Iguaçu), Belém (atual Japeri), dentre outras, que, hoje, formam as principais cidades dessa região. Na época, também teve grande impulso a citricultura na região.
No início do século XX, a Baixada Fluminense começou a receber obras de drenagem, ainda que de forma bastante irregular, com o intuito de torná-la minimamente habitável para receber a grande leva de migrantes vindos de outros cantos do país em busca de melhores condições de vida na então capital federal, a cidade do Rio de Janeiro, bem como diminuir os graves problemas de saúde, marcadamente os surtos de malária que assolavam a região. Tal movimento, no entanto, se dá de forma menos oficial e mais "natural" do que se imagina. A grande quantidade de terrenos vazios, somados à facilidade de transporte possibilitada pelas estradas de ferro (como a EFCB com seus ramais e a Rio d'Ouro) e pela inauguração de rodovias importantes como a Presidente Dutra e a Avenida Brasil, tornaram, a ocupação da região, mais intensa a partir da década de 1970, seguindo um movimento natural de migração no Brasil.
Tais movimentos migratórios, porém, são uma constante na história da região, seja por conta do movimento dos tropeiros nas estradas que ligavam o Rio e a baixada às Serras antes da inauguração da linha férrea, seja no momento pós-abolição, quando um grande número de ex-escravos e/ou seus descendentes usam a mesma linha férrea com destino ao Rio em busca de melhores oportunidades. Muitos desses migrantes acabaram se estabelecendo na Baixada ou na Zona Norte do Rio de Janeiro.

## Aspectos sociais e problemas
Na segunda metade do século XX, com a onda de migração proveniente sobretudo da Região nordeste do Brasil, ficou consolidada sua imagem como uma região de grandes problemas sociais e de violência urbana, que perdura até hoje. Muitos desses problemas foram resultado dessa ausência do poder público, somada à ocupação irregular da região, que acabou ficando à mercê de chefes locais e da atuação de grupos paramilitares (esquadrões da morte, milícias)

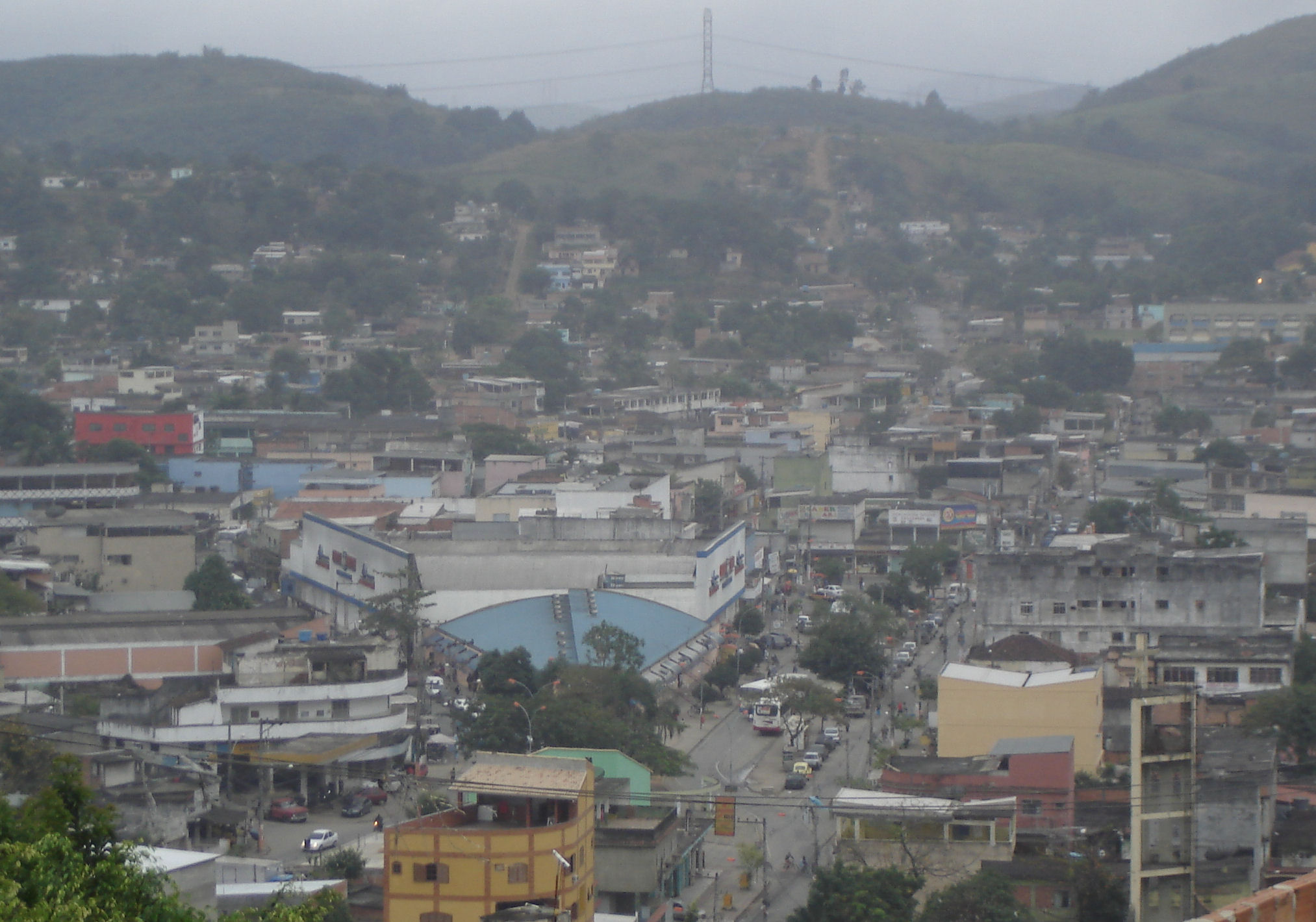
Miguel Couto, um dos principais bairros do município de Nova Iguaçu.

A região também é conhecida pelo coronelismo, ou clientelismo, praticado pelos políticos locais muitas vezes com o uso da força: nesse campo, destacou-se Tenório Cavalcante, conhecido por controlar Duque de Caxias com mãos de ferro e crueldade para com seus opositores.
Por estes problemas citados acima, seus moradores acabam enfrentando estigma quando procuram oportunidades de emprego em alguns bairros da capital estadual, uma vez que, apesar de seu parque industrial, configura-se como uma região-dormitório, o que faz com que seus moradores enfrentem horas nos engarrafamentos diários nas vias expressas da Região Metropolitana do Rio de Janeiro.
Culturalmente, por outro lado, reina a diversidade. A leva de migrantes, fossem ex-escravos do Sul Fluminense, fossem os vindos da Região nordeste do Brasil, favoreceu a manutenção e renovação de diversas festas e comemorações, como a Folia de Reis  e até mesmo o jongo, sendo esse último não tão comum na Região Metropolitana do Rio de Janeiro atualmente, com exceção do grupo de jongo da Serrinha, em Madureira.
As religiões de matriz africana também são presentes e atuantes da região. Diversas terreiros de candomblé foram fundados entre as décadas de 1970 e 1980, tornando, a região, um dos polos religiosos mais ativos e dinâmicos dessas religiões. Ialorixás importantes para a religião, como Mãe Beata de Iemanjá, possuem terreiros na região, principalmente em Nova Iguaçu, Mejitó Marcia de Sàkpáta, São João de Meriti Mãe Meninazinha d'Oxum e Belford Roxo.
Das três regiões em que costuma ser dividida a Região Metropolitana do Rio de Janeiro, é a segunda mais populosa, com aproximadamente quatro milhões de habitantes, só sendo superada pela capital.

### IDH-M dos 13 municípios da Baixada Fluminense de acordo com o Censo de 2010

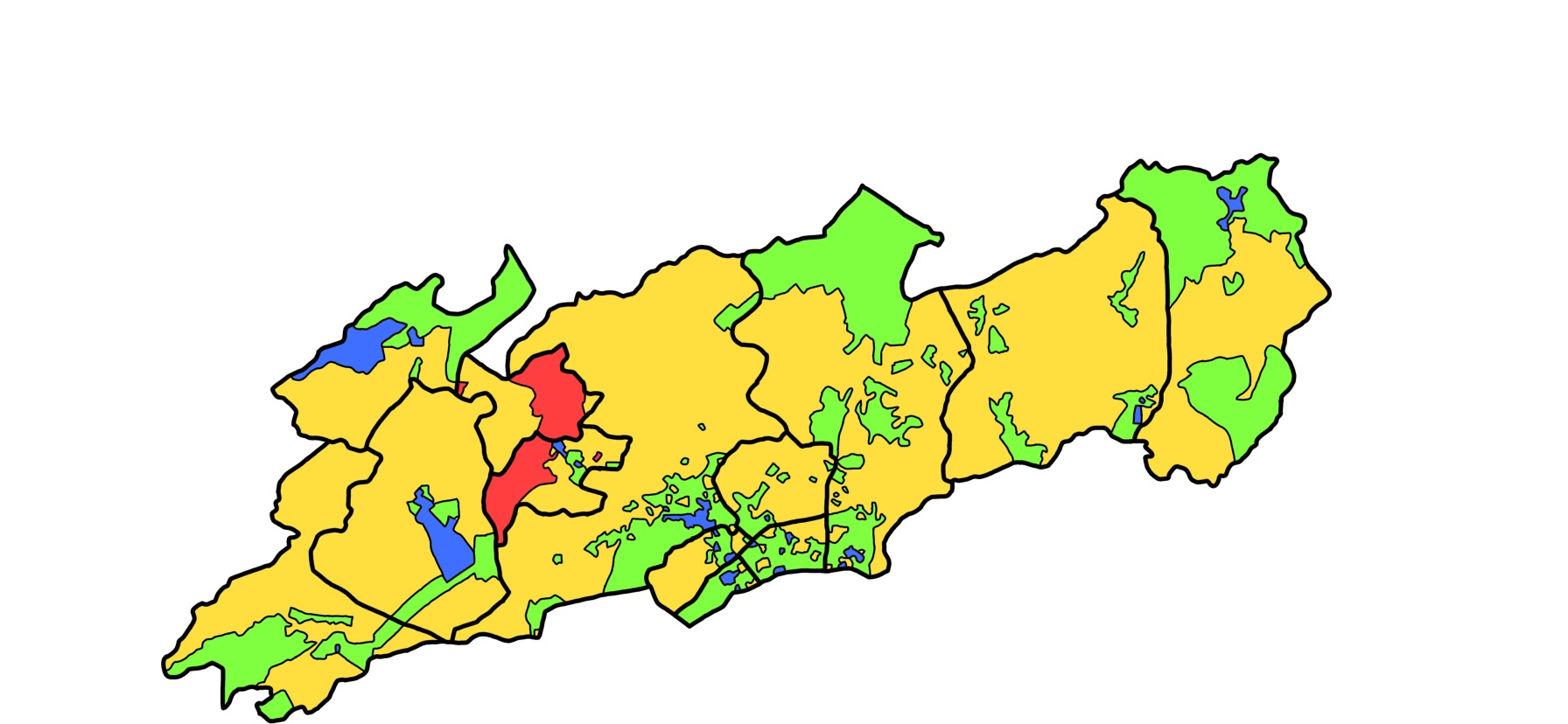
IDH na Baixada Fluminense

- = aumento
- = estável
- = perda

| Posição no ranking dos 92 municípios do Estado | Posição no ranking dos 92 municípios do Estado | Município          | IDH   | IDH                       |
| 2010                                           | Mudança em relação a 2000                      | Município          | 2010  | Mudança em relação a 2000 |
| ---------------------------------------------- | ---------------------------------------------- | ------------------ | ----- | ------------------------- |
| 9                                              | (3)                                            | Nilópolis          | 0,753 | 0,097                     |
| 16                                             | (1)                                            | Mesquita           | 0,737 | 0,103                     |
| 33                                             | (4)                                            | Paracambi          | 0,720 | 0,105                     |
| 34                                             | (2)                                            | São João de Meriti | 0,719 | 0,099                     |
| 39                                             | (2)                                            | Itaguaí            | 0,715 | 0,126                     |
| 41                                             | (19)                                           | Seropédica         | 0,713 | 0,127                     |
| 43                                             | (12)                                           | Nova Iguaçu        | 0,713 | 0,116                     |
| 49                                             | (1)                                            | Duque de Caxias    | 0,711 | 0,110                     |
| 51                                             | (16)                                           | Magé               | 0,709 | 0,136                     |
| 59                                             | (11)                                           | Guapimirim         | 0,698 | 0,126                     |
| 71                                             | Estável                                        | Belford Roxo       | 0,684 | 0,114                     |
| 74                                             | (7)                                            | Queimados          | 0,680 | 0,130                     |
| 84                                             | (3)                                            | Japeri             | 0,659 | 0,130                     |

## Deslocamentos pendulares diários
Apesar de a Baixada Fluminense possuir algumas das mais importantes centralidades da Região Metropolitana, como Duque de Caxias e Nova Iguaçu, a maioria dos moradores da região tem a capital como local de trabalho. A tabela a seguir apresenta os números absolutos de moradores da Baixada que precisam fazer movimentos pendulares diários a trabalho dentro do Grande Rio, e a parcela desses trabalhadores que se dirige ao município do Rio de Janeiro, por município de residência, segundo dados do Censo de 2010.
| Município de residência | Número absoluto de pessoas que se deslocam diariamente entre municípios dentro da área metropolitana por motivo de trabalho, e a parcela destas que tem a cidade do Rio como destino |
| ----------------------- | --- |
| Guapimirim              | 3.969 dentro da área metropolitana (1.729 com destino à capital) |
| Magé                    | 23.491 dentro da área metropolitana (14.414 com destino à capital) |
| Duque de Caxias         | 96.678 dentro da área metropolitana (86.973 com destino à capital) |
| São João de Meriti      | 88.831 dentro da área metropolitana (69.994 com destino à capital) |
| Belford Roxo            | 90.519 dentro da área metropolitana (60.338 com destino à capital) |
| Nilópolis               | 31.637 dentro da área metropolitana (24.770 com destino à capital) |
| Mesquita                | 38.999 dentro da área metropolitana (24.973 com destino à capital) |
| Nova Iguaçu             | 106.711 dentro da área metropolitana (85.714 com destino à capital) |
| Queimados               | 24.159 dentro da área metropolitana (17.717 com destino à capital) |
| Japeri                  | 16.633 dentro da área metropolitana (12.697 com destino à capital) |
| Paracambi               | 2.911 dentro da área metropolitana (1.482 com destino à capital) |
| Seropédica              | 8.389 dentro da área metropolitana (5.628 com destino à capital) |
| Itaguaí                 | 6.711 dentro da área metropolitana (5.996 com destino à capital) |

## Divergências quanto a seus limites

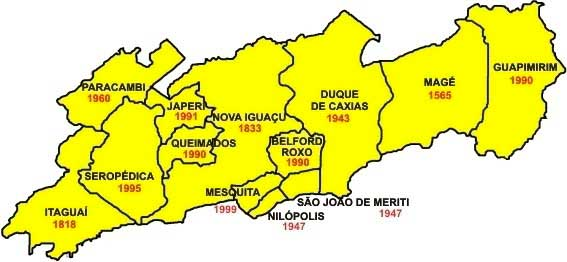
Municípios que compõem a Baixada Fluminense na sua concepção mais abrangente, com o ano da emancipação de cada um.

Quanto aos municípios que pertencem à Baixada Fluminense, há unanimidade em relação a Duque de Caxias, Nova Iguaçu, São João de Meriti, Nilópolis, Belford Roxo, Mesquita, Queimados e Japeri (municípios da Grande Iguaçu). No entanto, alguns autores consideram, além dos 8 municípios citados, os municípios de Guapimirim, Magé, Paracambi, Seropédica e Itaguaí (originados dos desmembramentos dos antigos municípios de Magé e Itaguaí durante o século XX) como integrantes da região.
| Bandeira | Município                                          | Área(km²) | População (est. 2016) | Data da emancipação    |
| -------- | -------------------------------------------------- | --------- | --------------------- | ---------------------- |
|          | Duque de Caxias                                    | 467,62    | 886.917               | 31 de dezembro de 1943 |
|          | São João de Meriti (emancipado de Duque de Caxias) | 35,216    | 460.541               | 21 de agosto de 1947   |
|          | Nilópolis                                          | 19,393    | 158.319               | 21 de agosto de 1947   |
|          | Belford Roxo                                       | 77,815    | 494.141               | 3 de abril de 1990     |
|          | Queimados                                          | 75,695    | 144.525               | 21 de dezembro de 1990 |
|          | Japeri                                             | 81,869    | 100.562               | 2 de dezembro de 1991  |
|          | Mesquita                                           | 41,477    | 171.020               | 25 de setembro de 1999 |

## Baixada Fluminense e seus municípios
1. ↑  http://educacao.globo.com/artigo/municipios-do-rio-de-janeiro.html
2. ↑  Maria Aparecida de Figuerêdo. «Gênese e (Re)Produção do espaço da Baixada Fluminense». Revista geo-paisagem ( on line ) / Latindex. Consultado em 8 de maio de 2016. Cópia arquivada em 3 de abril de 2016
3. ↑  Lidiane Gonçalves (31 de maio de 2016). «Dia da Baixada Fluminense: a lei que "não pegou"». Site da Baixada. Consultado em 3 de junho de 2016. Cópia arquivada em 3 de junho de 2016
4. ↑  Igor Costa (12 de abril de 2017). «Baixada Fluminense enfrenta explosão de sífilis congênita». UOL notícias - Ciência e Saúde. Consultado em 14 de abril de 2017. Cópia arquivada em 14 de abril de 2017
5. 1 2 3 4  http://anpur.org.br/xviiienanpur/anaisadmin/capapdf.php?reqid=1219
6. ↑  «Estimativas da população 2021» (PDF). IBGE
7. ↑  https://www.sebrae.com.br/Sebrae/Portal%20Sebrae/UFs/RJ/Menu%20Institucional/SEBRAE_EPG_set13_mob_urb_merc_trab_rj.pdf
8. ↑  https://xviiienanpur.anpur.org.br/anaisadmin/capapdf.php?reqid=1219
9. ↑  "RiodeJaneiro". «Baixada Fluminense». Consultado em 13 de maio de 2016. Cópia arquivada em 2 de abril de 2015
10. 1 2  https://www.sebrae.com.br/Sebrae/Portal%20Sebrae/UFs/RJ/Anexos/Sebrae_INFREG_2014_BaixadaFlum.pdf
11. 1 2  https://journals.openedition.org/confins/18133
12. 1 2  https://books.scielo.org/id/3zhhw/pdf/marafon-9788575114575-12.pdf
13. ↑  Simpurb 13. Disponível em http://www.simpurb2013.com.br/wp-content/uploads/2013/11/GT08_Pierre.pdf. Acesso em 6 de março de 2015.
14. ↑  http://www.fazenda.rj.gov.br/sefaz/content/conn/UCMServer/path/Contribution%20Folders/site_fazenda/legislacao/tributaria/decretos/2015/DECRETO%20N.%C2%BA%2045419%20DE%2019%20DE%20OUTUBRO%20DE%202015.htm
15. 1 2  http://geopuc.geo.puc-rio.br/media/5artigo9.pdf
16. 1 2  https://casafluminense.org.br/wp-content/uploads/2017/05/Mapa-2-%E2%80%93-Pessoas-que-trabalham-fora-do-munic%C3%ADpio-onde-moram-1.jpg
17. ↑  https://www.ibge.gov.br/apps/arranjos_populacionais/2015/pdf/publicacao.pdf
18. ↑  http://www.rioterminais.com.br/destaques/linhas-de-onibus-que-partem-do-terminal-menezes-cortes-terao-itinerarios-alterados
19. ↑  https://br.boell.org/sites/default/files/2019-12/boll_sumario_operacoes_policiasi_FINAL.pdf
20. ↑  https://www.ofluminense.com.br/cidades/2022/05/1252139-um-lixo-que-pode-valer-milhoes.html
21. ↑  http://www.seaerj.org.br/pdf/SistemaTaquaril.pdf
22. ↑  https://www.researchgate.net/publication/346940605_Peperomia_Piperaceae_no_Leste_Metropolitano_do_Rio_de_Janeiro_Brasil
23. ↑  https://www.sebrae.com.br/Sebrae/Portal%20Sebrae/UFs/RJ/Anexos/Sebrae_INFREG_2014_LesteFlu.pdf
24. ↑  https://casafluminense.org.br/um-terco-dos-moradores-da-baixada-vive-com-meio-salario-minimo/
25. ↑  http://observatoriogeograficoamericalatina.org.mx/egal14/Geografiasocioeconomica/Geografiaregional/04.pdf
26. ↑  http://www.producao.ufrj.br/images/documentos/Disserta%C3%A7%C3%B5es/2006/LeonardoRodriguesLagoeiroDeMagalhaes.pdf
27. ↑  https://g1.globo.com/rio-de-janeiro/noticia/2016/09/em-20-anos-grande-rio-perdeu-mil-km-de-zona-rural-ou-de-preservacao.html
28. ↑  https://casafluminense.org.br/wp-content/uploads/2017/05/Mapa-3-%E2%80%93-Pessoas-que-trabalham-no-munic%C3%ADpio-do-Rio-de-Janeiro-1.jpg
29. ↑  http://abep.org.br/xxencontro/files/_paper/608-308.pdf
30. 1 2  https://drive.google.com/file/d/1QR6VlBep0iI1roLYc4sxLQNaO-DeeT2z/view
31. 1 2 3  http://www.detro.rj.gov.br/operacao/vans-intermunicipais
32. ↑  http://www.rioterminais.com.br/terminal-menezes-cortes
33. ↑  https://www.terminalcastelo.com/2018/12/viacao-rio-ita-linhas-horarios-e-tarifas.html
34. ↑  https://www.terminalcastelo.com/2018/12/viacao-amparo-linhas-horarios-e-tarifas.html
35. ↑  https://www.grupoccr.com.br/barcas
36. ↑  https://www.supervia.com.br/
37. ↑  http://www.rioterminais.com.br/terminal-americo-fontenelle
38. ↑  https://www.researchgate.net/figure/Densidade-de-linhas-de-onibus-intermunicipais-com-direcao-ao-Rio-de-Janeiro_fig1_342562903
39. ↑  https://coronavirus.ufrj.br/wp-content/uploads/sites/5/2020/06/Nota-Te%CC%81cnica_Coppe-Mobilidade-e-Covid19-para-a-Setrans_RJ_VF.pdf
40. 1 2  http://abep.org.br/xxencontro/files/_paper/608-308.pdf
41. ↑  https://www.terminalcastelo.com/2017/10/vans-regiao-metropolitana-horarios.html
42. ↑  https://www.terminalcastelo.com/p/transportes-blanco-linhas-horarios-e.html
43. ↑  https://www.terminalcastelo.com/p/real-rio-linhas-horarios-e-tarifas.html
44. ↑  https://www.terminalcastelo.com/p/viacao-vera-cruz-linhas-horarios-e.html
45. ↑  https://www.terminalcastelo.com/p/transporte-mageli-linhas-horarios-e.html
46. ↑  https://www.terminalcastelo.com/2018/12/viacao-sao-jose-linhas-horarios-e.html
47. ↑  https://www.terminalcastelo.com/p/viacao-reginas-linhas-horarios-e-tarifas.html
48. ↑  https://observatoriodasmetropoles.net.br/arquivos/biblioteca/abook_file/futuro_das_metropoles.pdf
49. ↑  http://jornaldapuc.vrc.puc-rio.br/cgi/cgilua.exe/sys/start.htm?infoid=5336&sid=29
50. ↑  https://jornaldapuc.vrc.puc-rio.br/cgi/cgilua.exe/sys/start.htm?infoid=5336&sid=29
51. ↑  https://www.redalyc.org/journal/4028/402855081009/html/
52. ↑  https://www.redalyc.org/journal/4028/402855081009/html/
53. ↑  https://www.supervia.com.br/pt-br/mapa-de-linhas
54. ↑  https://www.ipea.gov.br/redeipea/images/pdfs/governanca_metropolitana/projeto_governanca_oficina1_rj.pdf
55. ↑  BUENO, E. Brasil: uma história. 2ª edição revista. São Paulo, Ática. 2003. p. 19.
56. 1 2  História da Baixada Fluminense. Disponível em http://baixadafacil.com.br/historia-da-baixada. Acesso em 6 de março de 2015.
57. ↑  ver site Estações ferroviárias do Rio de Janeiro)
58. ↑  Carlos Eduardo Coutinho Da Costa. «(Detalhe da obra >> Dissertação >>) "Campesinato negro no pós-abolição: migração, estabilização e os registros civis de nascimentos: Vale do Paraíba e Baixada Fluminense, RJ (1888-1940)"». Portal Domínio Público - Biblioteca digital desenvolvida em software livre. Consultado em 13 de maio de 2016. Cópia arquivada em 3 de março de 2016
59. ↑  Andressa  dos Santos  Leite e José Valter Pereira (Valter Filé). «O ATRAVESSAMENTO DAS RELIGIÕES DE MATRIZES AFRICANA E EUROPÉIA NAS FOLIAS DE REIS DA BAIXADA FLUMINENSE» (PDF). UFBA / VI Enecult. Consultado em 13 de maio de 2016. Cópia arquivada (PDF) em 4 de março de 2016
60. ↑  Jongos, calangos e folias - textos
61. ↑  Jongos, calangos e folias - vídeo
62. ↑  Criola.org
63. ↑  Lucas de Deus da Silva. «MAPEAMENTO DAS CASAS DE RELIGIÕES DE MATRIZ AFRICANA NO RIO DE JANEIRO: VISIBILIDADE E INTOLERÂNCIA RELIGIOSA» (PDF). PUC-Rio. Consultado em 13 de maio de 2016. Cópia arquivada (PDF) em 13 de maio de 2016
64. ↑  Terreiros
65. 1 2
66. 1 2
67. ↑  https://baixadafacil.com.br/municipios
68. ↑  https://www.oriodejaneiro.com/baixadafluminense-htm/